# 莫尔塔扎·礼萨扬
莫尔塔扎·礼萨扬（波斯語：‎，1989年6月14日—）是一名伊朗举重运动员，身高1.65米。2010年，在广州亚运会男子69公斤级举重比赛中总成绩与金锦锡并列，挺举成绩低而不敌后者屈居亚军。